# Ammothea hilgendorfi
Ammothea hilgendorfi là một loài nhện biển trong họ Ammotheidae. Loài này thuộc chi Ammothea. Ammothea hilgendorfi được miêu tả khoa học năm 1879 bởi Böhm.